# Carlos Mauricio Ramírez
Carlos Mauricio Ramírez Inostroza (Caracas, 1 de marzo de 1983) también conocido como Toma Papá, es un periodista deportivo venezolano.

## Trayectoria
Sus primeros pasos dentro de los medios de comunicación los realizó en 2002. Comenzó como productor y locutor de "Mi pasión por el fútbol", en Radio Deporte 1590 AM. Para 2003 ingresa en Meridiano TV como moderador del programa "Gol Vinotinto".
Entre 2004 y 2010 se desempeñó en diversas actividades del área deportiva, como narrador y comentarista de la Copa América 2004; coproductor y moderador de cápsulas informativas ESPN Radio; narrador y comentarista del Circuito Radial Oficial del Caracas Fútbol Club, en Radio Deporte 1590; comentarista en el Circuito Radial oficial de Guaiqueríes de Margarita; narrador de fútbol de la Copa Mundial de Fútbol de 2006; narrador y comentarista de la primera división de la Liga BBVA, en el Circuito Unión Radio; narrador de fútbol y baloncesto; jefe de información y ancla de Noticias Sport Plus; narrador y comentarista de la Liga Profesional de Baloncesto de Venezuela, temporada 2010; narrador partidos de la UEFA Europa League de 2010, en DIRECTV Sports. Además, fue jefe de prensa del equipo nacional Caracas Fútbol Club, en 2009 y escribía una columna en el Diario Líder, que llevaba por nombre "Toma Papá".
A finales de 2011 ingresó en una nueva etapa en Meridiano TV. 
El 7 de noviembre de 2015, anunció su comienzo como periodista y narrador deportivo en la cadena Fox Sports.
En 2016 Trabajó en IVC en el Programa Play Top.